# Masacre del Penal de Oblatos
Una masacre carcelaria ocurrió en Guadalajara, Jalisco, el lunes 10 de octubre de 1977, a causa de la rivalidad existente entre dos grupos de internos, con un resultado de 14 individuos asesinados y siete heridos.

## Sucesos
La matanza acaeció en el Penal de Oblatos, a consecuencia de añejas rivalidades entre grupos de presos, ya que uno de ellos, conocido como "Los Chacales", liderado por Reynaldo Navarro Arellano y auxiliado por su lugarteniente Félix Zaragoza Quevedo, ejercía el control interno en la prisión, que habían arrebatado al grupo llamado "El Rastro", jefaturado por Antonio Ramírez Zavala, quien anteriormente había sido el controlador interno de la cárcel, y quería recuperar su puesto. Al tratar de obtener más fuerza para su grupo, Reynaldo Navarro había acordado previamente el apoyo de los internos de la sección "I", que era de castigo y era denominada "El Corral", en la que estaban presos algunos guerrilleros, entre ellos los líderes de las Fuerzas Revolucionarias Armadas del Pueblo (FRAP), Ramón Campaña López «El Carnicero» y su hermano Juventino Campaña López.
Reynaldo Navarro deseaba acabar con los de "El Rastro", pero las cosas no resultaron como las había planeado, ya que los hermanos Campaña y sus seguidores tomaron el liderazgo del motín por su cuenta y asesinaron con "puntas" metálicas al propio Navarro y a Félix Zaragoza. Luego, los de "El Corral" continuaron buscando a sus enemigos para matarlos. Algunos internos solicitaron la intervención de policías, para que controlaran el motín. El director del Penal, Pedro Parra Zenteno, señaló que no contaba con los elementos necesarios para someter a los reclusos amotinados. Integrantes de los cuerpos policiales no ingresaron a la cárcel, permanecieron fuera y esperaron a que la situación se calmara.
Posteriormente, numerosos reclusos firmaron un comunicado en el que señalaron que los homicidios contra Navarro, Zaragoza y compañía no eran crímenes, sino justicia, ya que esos linchamientos les permitieron verse libres de abusos, extorsiones, golpizas y amenazas de muerte de parte de los abusivos del grupo "Los Chacales".

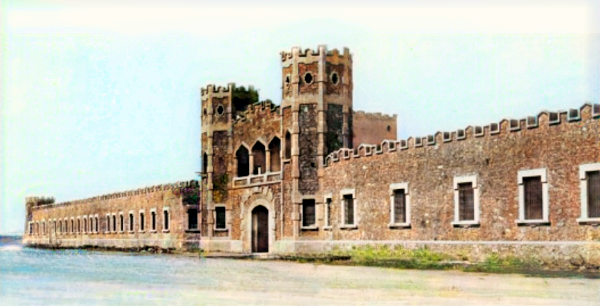
El Penal de Oblatos, en Guadalajara.

## El Penal de Oblatos
La construcción, en estilo Tudor, a cargo del arquitecto Agustín Basave del Castillo Negrete de la sede carcelaria dio principio en 1930, cuando José María Cuéllar era el gobernador del estado de Jalisco, y fue inaugurada el 8 de julio de 1932 por el entonces gobernador, Sebastián Allende. Fue demolida en 1982. La fachada sur daba a la Calle Gómez de Mendiola. La finca estaba limitada al oriente por la Calle 62 o Damián Carmona, y por el poniente, por la Calle 58 o Sebastián Allende; las tres calles, del Sector Libertad de Guadalajara.